# Mozilla Firefox 3.6
O Mozilla Firefox 3.6 é uma versão do navegador Mozilla Firefox lançado em Janeiro de 2010. A principal melhoria lançada nesta versão em comparação com o Firefox 3.5 foi o melhor desempenho, já que houve melhorias de velocidade e desempenho através do motor TraceMonkey para JavaScript.
Ele usa o motor de layout Gecko 1.9.2 (em relação ao 1.9.1 no Firefox 3.5), que melhora a conformidade com os padrões web. Ele recebeu o codinome Namoroka.
Este lançamento marca o início de um novo ciclo de desenvolvimento para o Firefox.
Para além de receber grandes atualizações, o navegador irá também receber pequenas atualizações com novos recursos. Isto irá permitir que os usuários recebam novos recursos mais rapidamente. Esta nova abordagem de desenvolvimento significa que o produto roteiro Mozilla também serão atualizadas. Mike Beltzner, diretor do Mozilla Firefox, e Mike Shaver , vice-presidente de engenharia da Mozilla, tem esperanças de lançar um novo roteiro que reflete em tais alterações.

## Desenvolvimento
O desenvolvimento para esta versão teve início em 1 de dezembro de 2008. O primeiro alpha da versão 3.6 foi lançada em 7 de agosto de 2009. A primeira versão beta foi lançada em 30 de outubro de 2009, seguido por um Beta 2 em 10 de Novembro de 2009, Beta 3 em 17 de novembro de 2009, Beta 4 em 26 de novembro de 2009, Beta 5 em 17 de dezembro de 2009. O Release Candidate 1 foi lançado em 8 de janeiro de 2010, seguido pelo Release Candidate 2 em 17 de janeiro de 2010. A versão final foi lançado em 21 de janeiro de 2010.

## Recursos
- Novas funcionalidades para o Firefox 3.6 incluem:
  - Built-in suporte para Personas;
  - Verifique e notificação de fora de plugins-data;
  - Reprodução em tela cheia para o Theora video;
  - Apoio ao WOFF webfont formato aberto;
  - Plug-in diretório de bloqueio: Plugins só pode ser instalado usando um diretório xpi. Arquivo, não apenas por meio de cópia para o plugin do Firefox. Isso quebra plugins mais antigos, como o Java Runtime Environment 6 Update anterior a v15[12] e o NET Framework anterior a v1.2;
  - Diversas melhorias de desempenho.

## Fim do suporte
O Firefox 3.6 entrou em suporte estendido assim que houve o lançamento do Firefox 4.0 em março de 2011, onde a Mozilla  manteve as atualizações com correções de segurança e estabilidade.
Oficialmente o mesmo foi descontinuado em 24 de abril de 2012 porém a sua última revisão, a versão 3.6.28 foi disponibilizada no dia 13 de março de 2012 e o anuncio oficial do fim do suporte foi feito em 23 de março de 2012.
Em período de suporte, a mesma foi substituída pelo Firefox ESR, uma versão com suporte de longo período para empresas e organizações, para os usuários comuns a Mozilla disponibiliza um upgrade automático para a versão 12.0 desde maio de 2012.

## Histórico de versões
O Firefox 3.6, desde seu lançamento em 21 de janeiro de 2010, recebeu diversas atualizações de segurança e estabilidade. A última atualização disponibilizada é a 3.6.28.
| Histórico de lançamentos | Histórico de lançamentos | Histórico de lançamentos | Histórico de lançamentos | Histórico de lançamentos | Histórico de lançamentos | Histórico de lançamentos |
| Nome                     | Versão Gecko             | Versão                   | Sob suporte              | Codinome                 | Data de lançamento       | Principais mudanças |
| ------------------------ | ------------------------ | ------------------------ | ------------------------ | ------------------------ | ------------------------ | --- |
| Mozilla Firefox 3.6      | 1.9.2                    | 3.6                      | Não                      | Namoroka                 | 21 de Janeiro de 2010    | Disponível em mais de 70 idiomas; Suporte a um novo tipo de temas chamados Personas, que permitem que usuários mudem a aparência do Firefox com um único clique; Proteção contra plugins desatualizados para manter os usuários seguros ao navegar. Vídeos abertos nativos agora podem ser exibidos tela cheia; Desempenho de JavaScript, responsividade do navegador e tempo de abertura melhorados; Possibilidade de desenvolvedores indicarem que scripts devem ser executados assincronamente para diminuir o tempo de carga de páginas; Suporte continuado para fontes baixáveis usando o novo formato WOFF; Suporte a novos atributos CSS como gradientes, tamanho de planos de fundo e eventos de ponteiro; Suporte a novas especificações DOM e HTML5, incluindo as APIs Drag & Drop e File, que possibilitam a criação de sites mais interativos; Alterações na forma como softwares de terceiros podem integrar-se ao Firefox a fim de evitar travamentos. |
| Mozilla Firefox 3.6      | 1.9.2                    | 3.6.2                    | Não                      |                          | 22 de Março de 2010      | Corrigido um problema crítico de segurança que pode permitir a execução remota de código; Corrigido vários problemas de segurança adicionais; Corrigido vários problemas de estabilidade. |
| Mozilla Firefox 3.6      | 1.9.2                    | 3.6.3                    | Não                      |                          | 1 de Abril de 2010       | corrigido um problema crítico de segurança que pode permitir a execução remota de código. |
| Mozilla Firefox 3.6      | 1.9.2                    | 3.6.4                    | Não                      |                          | 22 de Junho de 2010      | Firefox 3.6.4 proporciona navegação ininterrupta para usuários de Windows e Linux quando há uma falha ns plugins Adobe Flash, Apple Quicktime ou Microsoft Silverlight. Se determinado plugin travar ou congelar, ela não afetará o resto do Firefox. Será capaz de recarregar a página para reiniciar o plugin e tentar novamente; Corrigido vários problemas de segurança; Corrigido vários problemas de estabilidade. |
| Mozilla Firefox 3.6      | 1.9.2                    | 3.6.6                    | Não                      |                          | 26 de Junho de 2010      | Firefox 3.6.6 modifica o recurso de proteção contra colisão para aumentar a quantidade de tempo que os plugins podem ser não-responsivos antes de ser encerrado. |
| Mozilla Firefox 3.6      | 1.9.2                    | 3.6.7                    | Não                      |                          | 20 de Julho de 2010      | Corrigido vários problemas de segurança e estabilidade. |
| Mozilla Firefox 3.6      | 1.9.2                    | 3.6.8                    | Não                      |                          | 23 de Julho de 2010      | Corrigido um problema de estabilidade único que afectam algumas páginas contendo plugins. |
| Mozilla Firefox 3.6      | 1.9.2                    | 3.6.9                    | Não                      |                          | 7 de Setembro de 2010    | Introduzido suporte para o X-FRAME-OPÇÕES cabeçalho de resposta HTTP. Os proprietários de sites podem usar esse recurso para reduzir os ataques de clickjacking, garantindo que seu conteúdo não é embutido em outros sites; Corrigido vários problemas de segurança e estabilidade. |
| Mozilla Firefox 3.6      | 1.9.2                    | 3.6.10                   | Não                      |                          | 15 de Setembro de 2010   | Corrigido um problema de estabilidade único que afectam um número limitado de usuários |
| Mozilla Firefox 3.6      | 1.9.2                    | 3.6.11                   | Não                      |                          | 19 de Outubro de 2010    | Corrigido vários problemas de segurança e estabilidade. |
| Mozilla Firefox 3.6      | 1.9.2                    | 3.6.12                   | Não                      |                          | 27 de Outubro de 2010    | Firefox 3.6.12 corrige um problema crítico de segurança que poderiam permitir a execução remota de código. |
| Mozilla Firefox 3.6      | 1.9.2                    | 3.6.13                   | Não                      |                          | 9 de Dezembro de 2010    | Corrigido vários problemas de segurança e estabilidade. |
| Mozilla Firefox 3.6      | 1.9.2                    | 3.6.14                   | Não                      |                          | 1 de Março de 2011       | Corrigido vários problemas de segurança e estabilidade. |
| Mozilla Firefox 3.6      | 1.9.2                    | 3.6.15                   | Não                      |                          | 4 de Março de 2011       | Corrigido um problema onde alguns Java applets não conseguiam carregar no Firefox 3.6.14. |
| Mozilla Firefox 3.6      | 1.9.2                    | 3.6.16                   | Não                      |                          | 22 de Março de 2011      | Firefox 3.6.16 adiciona a blacklists alguns certificados inválidos HTTPS. |
| Mozilla Firefox 3.6      | 1.9.2                    | 3.6.17                   | Não                      |                          | 28 de Abril de 2011      | Corrigido vários problemas de segurança e estabilidade. |
| Mozilla Firefox 3.6      | 1.9.2                    | 3.6.18                   | Não                      |                          | 21 de junho de 2011      | Corrigido bugs no Mac OS X. |
| Mozilla Firefox 3.6      | 1.9.2                    | 3.6.19                   | Não                      |                          | 11 de julho de 2011      | Corrigido vários problemas de segurança e estabilidade. |
| Mozilla Firefox 3.6      | 1.9.2                    | 3.6.20                   | Não                      |                          | 16 de agosto de 2011     | Corrigido vários problemas de segurança e estabilidade. |
| Mozilla Firefox 3.6      | 1.9.2                    | 3.6.21                   | Não                      |                          | 30 de agosto de 2011     | Corrigido vários problemas de segurança (fora de ciclo). |
| Mozilla Firefox 3.6      | 1.9.2                    | 3.6.22                   | Não                      |                          | 6 de setembro de 2011    | Corrigido vários problemas de segurança (fora de ciclo). |
| Mozilla Firefox 3.6      | 1.9.2                    | 3.6.23                   | Não                      |                          | 27 de setembro de 2011   | Corrigido vários problemas de segurança e estabilidade. |
| Mozilla Firefox 3.6      | 1.9.2                    | 3.6.24                   | Não                      |                          | 8 de novembro de 2011    | Corrigido vários problemas de segurança e estabilidade. |
| Mozilla Firefox 3.6      | 1.9.2                    | 3.6.25                   | Não                      |                          | 20 de dezembro de 2011   | Corrigido vários problemas de segurança e estabilidade. |
| Mozilla Firefox 3.6      | 1.9.2                    | 3.6.26                   | Não                      |                          | 31 de janeiro de 2012    | Corrigido vários problemas de segurança e estabilidade. |
| Mozilla Firefox 3.6      | 1.9.2                    | 3.6.27                   | Não                      |                          | 17 de fevereiro de 2012  | Corrigido vários problemas de segurança. |
| Mozilla Firefox 3.6      | 1.9.2                    | 3.6.28                   | Não                      |                          | 13 de março de 2012      | Corrigido vários problemas de segurança e estabilidade. |

## Ligações Externas
- Mozilla Firefox